# Cédric Soares
Cédric Ricardo Alves Soares (Singen, Alemania, 31 de agosto de 1991), más conocido como Cédric, es un futbolista portugués que juega como defensa en el São Paulo F. C. del Campeonato Brasileño de Serie A.

## Trayectoria

### Sporting de Portugal
Nacido en Alemania, volvió a Portugal a la edad de 2 años. Se incorporó a la cantera del Sporting de Portugal en 1999.
Debutó en la Primeira Liga el 8 de mayo de 2011, en una derrota por 0-1 en casa contra el Vitória Setúbal. Fue cedido al Académica de Coimbra, donde jugó con regularidad y ganó la Copa de Portugal.
Posteriormente regresó al Sporting de Portugal. En la final de la Copa de Portugal el 31 de mayo de 2015, ante el Braga, fue expulsado en el minuto 14 después de conceder un penal con una falta sobre Djavan, pero el Sporting ganó en la definición por penales.

### Southampton
El 18 de junio de 2015, Cédric fue vendido al Southampton. Hizo su debut con el club el 30 de julio en la tercera ronda previa de la Liga Europea de la UEFA 2015-16, en una victoria por 3-0 sobre el Vitesse en el St Mary's Stadium.

### Inter de Milán
El 26 de enero de 2019 se hizo oficial la cesión del jugador al conjunto de Milán.

### Arsenal
El 31 de enero de 2020 el Arsenal F. C. anunció su llegada al club como cedido. El 24 de junio el conjunto londinense anunció su continuidad más allá del 30 de junio tras finalizar su contrato con el Southampton.
Se marchó a finales de enero de 2023 al Fulham F. C. para jugar a préstamo lo que quedaba de temporada. La siguiente regresó al Arsenal F. C. y se marchó definitivamente en junio de 2024 al expirar su contrato.
Después de varios meses sin equipo, el 29 de enero de 2025 se hizo oficial su incorporación al São Paulo F. C. hasta finales de abril, aunque con la posibilidad de extender el contrato hasta final de año.

## Selección nacional
Su primera aparición con la selección absoluta se produjo el 11 de octubre de 2014, cuando debutó en una derrota amistosa por 2-1 contra Francia en París.

### Participaciones en Eurocopas
| Copa          | Sede    | Resultado |
| ------------- | ------- | --------- |
| Eurocopa 2016 | Francia | Campeón   |

### Participaciones en la Copa del Mundo
| Mundial                     | Sede  | Resultado        |
| --------------------------- | ----- | ---------------- |
| Copa Mundial de Fútbol 2018 | Rusia | Octavos de final |

## Estadísticas

### Clubes
Actualizado al último partido disputado el 17 de febrero de 2024.
| Club                            | Div.          | Temporada     | Liga  | Liga  | Copas nacionales | Copas nacionales | Copas internacionales | Copas internacionales | Total | Total |
| Club                            | Div.          | Temporada     | Part. | Goles | Part.            | Goles            | Part.                 | Goles                 | Part. | Goles |
| ------------------------------- | ------------- | ------------- | ----- | ----- | ---------------- | ---------------- | --------------------- | --------------------- | ----- | ----- |
| Sporting de Lisboa Portugal     | 1.ª           | 2010-11       | 2     | 0     | 1                | 0                | 2                     | 0                     | 5     | 0     |
| Académica de Coimbra Portugal   | 1.ª           | 2011-12       | 24    | 0     | 5                | 0                | ―                     | ―                     | 29    | 0     |
| Académica de Coimbra Portugal   | Total club    | Total club    | 24    | 0     | 5                | 0                | 0                     | 0                     | 29    | 0     |
| Sporting de Lisboa "B" Portugal | 1.ª           | 2012-13       | 2     | 0     | ―                | ―                | ―                     | ―                     | 2     | 0     |
| Sporting de Lisboa "B" Portugal | Total club    | Total club    | 2     | 0     | 0                | 0                | 0                     | 0                     | 2     | 0     |
| Sporting de Lisboa Portugal     | 1.ª           | 2012-13       | 13    | 1     | 3                | 0                | 7                     | 0                     | 23    | 1     |
| Sporting de Lisboa Portugal     | 1.ª           | 2013-14       | 28    | 1     | 3                | 0                | 0                     | 0                     | 31    | 1     |
| Sporting de Lisboa Portugal     | 1.ª           | 2014-15       | 24    | 0     | 4                | 0                | 7                     | 0                     | 35    | 0     |
| Sporting de Lisboa Portugal     | Total club    | Total club    | 67    | 2     | 11               | 0                | 16                    | 0                     | 94    | 2     |
| Southampton F. C. Inglaterra    | 1.ª           | 2015-16       | 24    | 0     | 2                | 0                | 1                     | 0                     | 27    | 0     |
| Southampton F. C. Inglaterra    | 1.ª           | 2016-17       | 30    | 0     | 3                | 0                | 1                     | 0                     | 34    | 0     |
| Southampton F. C. Inglaterra    | 1.ª           | 2017-18       | 32    | 0     | 4                | 1                | ―                     | ―                     | 36    | 1     |
| Southampton F. C. Inglaterra    | 1.ª           | 2018-19       | 18    | 1     | 4                | 0                | ―                     | ―                     | 22    | 1     |
| Inter de Milán · Italia         | 1.ª           | 2018-19       | 4     | 0     | 1                | 0                | 4                     | 0                     | 9     | 0     |
| Inter de Milán · Italia         | Total club    | Total club    | 4     | 0     | 1                | 0                | 4                     | 0                     | 9     | 0     |
| Southampton F. C. Inglaterra    | 1.ª           | 2019-20       | 16    | 0     | 3                | 1                | ―                     | ―                     | 19    | 1     |
| Southampton F. C. Inglaterra    | Total club    | Total club    | 120   | 1     | 16               | 2                | 2                     | 0                     | 138   | 3     |
| Arsenal F. C. Inglaterra        | 1.ª           | 2019-20       | 5     | 1     | 0                | 0                | ―                     | ―                     | 5     | 1     |
| Arsenal F. C. Inglaterra        | 1.ª           | 2020-21       | 10    | 0     | 5                | 0                | 9                     | 0                     | 24    | 0     |
| Arsenal F. C. Inglaterra        | 1.ª           | 2021-22       | 21    | 1     | 5                | 0                | ―                     | ―                     | 26    | 1     |
| Arsenal F. C. Inglaterra        | 1.ª           | 2022-23       | 2     | 0     | 1                | 0                | 1                     | 0                     | 4     | 0     |
| Fulham F. C. Inglaterra         | 1.ª           | 2022-23       | 6     | 0     | 2                | 0                | ―                     | ―                     | 8     | 0     |
| Fulham F. C. Inglaterra         | Total club    | Total club    | 6     | 0     | 2                | 0                | 0                     | 0                     | 8     | 0     |
| Arsenal F. C. Inglaterra        | 1.ª           | 2023-24       | 2     | 0     | 1                | 0                | 1                     | 0                     | 4     | 0     |
| Arsenal F. C. Inglaterra        | Total club    | Total club    | 40    | 2     | 12               | 0                | 11                    | 0                     | 63    | 2     |
| Sao Paulo · Brasil              | 1.ª           | 2024-25       | 2     | 0     | 1                | 0                | 1                     | 0                     | 4     | 0     |
| Sao Paulo · Brasil              | Total club    | Total club    | 2     | 0     | 1                | 0                | 1                     | 0                     | 4     | 0     |
| Total carrera                   | Total carrera | Total carrera | 265   | 5     | 48               | 2                | 34                    | 0                     | 347   | 7     |

## Palmarés

### Campeonatos nacionales
| Título           | Club                 | País       | Año  |
| ---------------- | -------------------- | ---------- | ---- |
| Copa de Portugal | Académica de Coimbra | Portugal   | 2012 |
| Copa de Portugal | Sporting de Portugal | Portugal   | 2015 |
| FA Cup           | Arsenal F. C.        | Inglaterra | 2020 |
| Community Shield | Arsenal F. C.        | Inglaterra | 2020 |

### Campeonatos internacionales
| Título   | Club (*)              | País    | Año  |
| -------- | --------------------- | ------- | ---- |
| Eurocopa | Selección de Portugal | Francia | 2016 |

(*) Incluyendo la selección.